# Samuel G. Cosgrove
Samuel Goodlove Cosgrove (10 de abril de 1847 - 28 de março de 1909) foi o sexto governador do estado de Washington.